# Kumulierter Energieaufwand
Der kumulierte Energieaufwand (KEA) ist nach der VDI-Richtlinie 4600 definiert als „die Gesamtheit des primärenergetisch bewerteten Aufwands, der im Zusammenhang mit der Herstellung, Nutzung und Beseitigung eines ökonomischen Guts (Produkt oder Dienstleistung) entsteht bzw. diesem ursächlich zugewiesen werden kann.“
In Abgrenzung zur Grauen Energie, die den Energieaufwand ohne den direkten Energieverbrauch während des Gebrauches beschreibt, schließt KEA auch den Energieverbrauch während der Nutzung ein und ist damit umfassender.

## Geschichte
Die zunehmende Abfallproblematik, der Bericht an den Club of Rome Die Grenzen des Wachstums im Jahr 1972 und die erste Ölkrise 1973/74 trugen zu einem wachsenden Umweltbewusstsein bei und verdeutlichten die Knappheit bzw. Endlichkeit der Ressourcen. Vor diesem Hintergrund entwickelten sich zunächst die Energieanalyse und erste Vorläufer der modernen Ökobilanzierung.
Die Anfänge der Energieanalyse sind schon in den 1960er Jahren zu suchen. Im Vordergrund stand hier zunächst die Bestimmung von Energiekosten industrieller Produkte (siehe z. B. Mueller). Studien, welche zu dieser Zeit die gesamtwirtschaftliche Bedeutung des Energieverbrauchs hervorheben, wurden von Mueller und Schaefer erarbeitet. Es folgten Einzeluntersuchungen, welche methodische Ansätze zur Bestimmung des auf einzelne Produkte bezogenen Energieverbrauchs aufzeigten. Diese wurden von der Forschungsstelle für Energiewirtschaft erarbeitet und von Schaefer erweitert.
Untersuchungen zum Energieaufwand für den Bau und den Betrieb von Energieversorgungstechnologien und zum Recycling von Hausmüll wurden von der Programmgruppe Systemforschung und Technologische Entwicklung der Kernforschungsanlage Jülich durch Wagner, Kolb et al. und Turowski durchgeführt.
Auch international wurde das Thema aufgegriffen. Auf einer von der International Federation of Institutes for Advanced Study (IFIAS) organisierten Tagung, die 1974 in Schweden stattfand, wurde das Thema erstmals international erörtert und erste Definitionen festgelegt. Weitere Untersuchungen für die Herstellung einzelner Produkte folgten.
Historisch gesehen wurde auch eine Reihe von Begriffen synonym zum Kumulierten Energieaufwand verwendet. Hier sind im deutschsprachigen Raum die Begriffe Kumulierter Energieverbrauch, vergegenständlichter Energieverbrauch, Komplexenergieverbrauch oder auch graue Energie zu nennen. Begriffe, die im englischsprachigen Raum Verwendung fanden bzw. finden, sind unter anderen hidden energy, grey energy oder gross energy requirement (GER).

## VDI 4600
In der VDI 4600 sind Begriffe und Berechnungsmethoden zum Kumulierten Energieaufwand definiert. Diese Richtlinie wurde erstmals im Juni 1997 veröffentlicht. Inzwischen liegt eine überarbeitete Version der VDI 4600 vor, die im Januar 2012 erschienen ist. Die nachfolgenden Ausführungen beziehen sich auf diese Richtlinie.

## Aufteilung des KEA nach Lebenszyklusphasen
Der Kumulierte Energieaufwand setzt sich aus den Teilsummen des Kumulierten Energieaufwandes für die Herstellung KEAH, die Nutzung KEAN und die Entsorgung KEAE des zu untersuchenden ökonomischen Gutes zusammen:
KEA = KEAH + KEAN + KEAE (Gl. 1)

## Aufteilung des KEA nach Nutzungsart der Einsatzstoffe
Der KEA bezieht neben den energetisch genutzten Stoffströmen (Kumulierter Energieverbrauch KEV) auch den stofflich gebundenen Energieinhalt von nichtenergetisch genutzten Einsatzstoffen (Kumulierter Nichtenergetischer Aufwand KNA) wie z. B. den Erdöleinsatz für die Herstellung von Kunststoffen mit ein (siehe Gl. 2). Der KEV wurde in der früheren Version der VDI 4600 als kumulierter Prozessenergieaufwand KPA bezeichnet.
KEA = KEV + KNA (Gl. 2)
Diese Bewertung ist jedoch umstritten, denn die nichtenergetisch eingesetzten Energieträger können (z. B. nach einem Recycling oder direkt) nach Ablauf des Lebenszyklus eines Produktes zumindest teilweise energetisch oder auch nichtenergetisch wieder verwendet werden. Beispiele: Kunststoffverbrennung in Zementwerken, Holz aus Möbeln gepresst zu Spanplatten usw. In diesem Fall kann mit einer entsprechenden Gutschrift gearbeitet werden.

## Aufteilung nach Art der energetischen Ressource
In Abhängigkeit von der verfügbaren Datenbasis lässt sich der KEA auch nach der Art der eingesetzten Energieträger (fossil oder regenerativ) in den Kumulierten Nichtregenerativen Aufwand KNRA und den Kumulierten Regenerativen Aufwand KRA unterteilen:
KEA = KNRA + KRA (Gl. 3)
Die Aufteilung kann ggf. noch weiter spezifiziert werden, indem z. B. der KNRA weiter in die Anteile der unterschiedlichen nichtregenerativen Energieträger wie Kohle und Kernkraft aufgeteilt wird. Ebenso kann eine weitere Aufteilung des KRA in die Anteile der unterschiedlichen regenerativen Energieträger wie Wind, Biomasse etc. erfolgen.

## Primärenergetische Bewertung des Energieträgereinsatzes
Da der KEA auf den Einsatz von Primärenergie bezogen ist, ist er ein geeigneter Indikator für den mit der Bereitstellung eines ökonomischen Gutes verbundenen energetischen Ressourcenverbrauch. Gleichzeitig bedeutet dies, dass alle in den Kumulierten Energieaufwand eingehenden Energieaufwände auf den Primärenergieeinsatz bezogen angegeben werden müssen. Dies kann über Bereitstellungsnutzungsgrade für den jeweiligen Brennstoff gBr erfolgen. Für Stoffe, die einen Heizwert Hi besitzen ist gBr definiert als der Quotient aus dem Heizwert des Energieträgers an seinem Einsatzort und dem Kumulierten Energieaufwand für seine Bereitstellung (siehe Gl. 4). Der Kumulierte Energieaufwand der Bereitstellung KEABe des Energieträgers beinhaltet dabei den Energieinhalt des Energieträgers in seiner Lagerstätte und die Aufwendungen für seine Bereitstellung am Einsatzort. Anstelle des Heizwertes kann auch der Brennwert zur Bewertung des Energieinhaltes herangezogen werden.
gBr = Hi/KEABe (Gl. 4)
Der Bereitstellungsnutzungsgrad für elektrische Energie geel ergibt sich entsprechend aus dem Verhältnis der erzeugten elektrischen Energie Wel und dem KEAel für ihre Bereitstellung zu:
gel = Wel/KEAel (Gl. 5)
Die primärenergetische Bewertung von Kernkraft und erneuerbaren Energien hängt dabei davon ab, ob die Inanspruchnahme der energetischen Ressource insgesamt oder aus Sicht ihrer Erschöpfbarkeit betrachtet werden soll.

## Methoden zur Ermittlung des KEA

### Prozesskettenanalyse
Die genauesten Ergebnisse bei der Ermittlung des Kumulierten Energieaufwandes verspricht die Prozesskettenanalyse. Bei diesem methodischen Ansatz wird der zu untersuchende Prozess in seine einzelnen Prozessschritte aufgegliedert und detailliert untersucht. Jeder Teilprozessschritt wird dabei bis hin zur Rohstoffgewinnung zurückverfolgt, was mit einem entsprechend hohen Arbeitsaufwand und einem hohen Datenaufkommen verbunden ist. Deshalb empfiehlt es sich, anhand einer Makroanalyse eine erste Überschlagsrechnung für den Kumulierten Energieaufwand vorzunehmen.
Hierbei kann der Primärenergiebedarf für die Herstellung der in das Produkt eingehenden Materialien mit Hilfe von aus Vorstudien bekannten KEA-Werten ermittelt werden. Der Kumulierte Energieaufwand der Nutzungs- und der Entsorgungsphase kann in einem ersten Schritt über Erfahrungswerte abgeschätzt werden. Das Ergebnis ist eine erste grobe Einordnung des KEA für das zu untersuchende Produkt.
Die Betrachtung der Makroanalyse kann in einer anschließenden Mikroanalyse um eine Untersuchung der Fertigungsaufwände für die unterschiedlichen Bauteile ergänzt werden. Die Energie- und Wartungsaufwände der Nutzungsphase sowie die Entsorgungswege der Entsorgungsphase sind innerhalb der Mikroanalyse genauer zu ermitteln. Die Mikroanalyse liefert im Vergleich zur Makroanalyse somit ein detaillierteres Bild des Kumulierten Energieaufwandes, auf dessen Grundlage sich die einflussreichsten Positionen auf den KEA identifizieren lassen. Diese können in einem nächsten Schritt einer detaillierteren Prozesskettenanalyse unterzogen werden.

### Materialbilanzanalyse
Da in der näheren Vergangenheit für viele Produkte detaillierte Prozesskettenanalysen durchgeführt wurden, kann inzwischen auf eine breite Datenbasis an Werten zum Kumulierten Energieaufwand in verschiedenen Datenbanken zurückgegriffen werden. Die Methode der Materialbilanzanalyse baut hierauf auf. Bei der Materialbilanzanalyse wird in einem ersten Schritt ein Material- und Stoffgerüst des Untersuchungsgegenstandes erstellt, um dieses in einem nächsten Schritt mit voranalysierten, materialspezifischen KEA-Daten zu verknüpfen. Es liegen inzwischen ausreichend Bilanzen für die Herstellung von Materialien vor. Da die Bearbeitungsschritte je nach Bauteil sehr unterschiedlich sind, ist die Bilanzierung der Verarbeitung der Werkstoffe zu Bauteilen mit einem hohen Arbeitsaufwand verbunden und teilweise nur bedingt möglich.
Bei umfangreicheren Untersuchungen im Rahmen von Ökobilanzen ist die Verwendung von geeigneter Software, welche die Verknüpfung von Massen- und Stoffgerüsten mit zugrundeliegenden Datenbanken ermöglicht, ein heute übliches Vorgehen. Neben der Ermittlung des Kumulierten Energieaufwandes wird so auch die Betrachtung von weiteren relevanten Umweltindikatoren nach verschiedenen methodischen Ansätzen unterstützt.

### Energetische Input-Output-Analyse
Die energetische Input-Output-Analyse erlaubt auf Grundlage von nationalen Angaben zur volkswirtschaftlichen Verflechtung der unterschiedlichen Produktionssektoren, in Kombination mit Angaben zu deren Energieträgereinsatz, die Ermittlung der direkten und indirekten Energieaufwände pro € Produktionswert des entsprechenden Produktionssektors. Da es sich hierbei um ein relativ grobes Vorgehen handelt, ist dieser Ansatz nur für bestimmte Anwendungsfälle zur Bestimmung des Kumulierten Energieaufwandes geeignet. Beachtet werden muss in jedem Fall, dass das untersuchte Produkt möglichst repräsentativ die Produkte widerspiegelt, die von dem entsprechenden Sektor produziert werden.

### Nutzen für Produkte und Dienstleistungen
- Erkennen der Prioritäten von Energieeinsparpotentialen im komplexen Zusammenhang zwischen Konstruktion, Herstellung, Nutzung und Entsorgung
- Energetisch optimale Wahl der Nutzungsdauer energiewandelnder ökonomischer Güter
- Energetisch optimale Wahl der Werkstoffe und Prozesstechnik
- Energetische Bedeutung von Entsorgungsalternativen (Recycling, Deponie, Verbrennung)
- Kenntnisse der bei  Herstellung, Betrieb und Entsorgung energetisch verursachten Emissionen

## Aus dem KEA abgeleitete Größen
Zur Bewertung von Energieanlagen kann der KEA zur Berechnung von energetischen Amortisationszeiten herangezogen werden. Hierzu wird der KEA der Anlage mit der primärenergetisch bewerteten Energie, die sie jährlich zur Verfügung stellt, verrechnet. So kann eine Aussage darüber getroffen werden, ob und wann die Anlage ihre Energieaufwendungen durch die eigene Energieproduktion wieder einspielt. Unter Berücksichtigung der über die gesamte Lebensdauer der Anlage zur Verfügung gestellten, primärenergetisch bewerteten Energie, lässt sich auf dieser Basis ein Erntefaktor der Anlage ermitteln. Dieser drückt aus, wie oft die Anlage ihren KEA durch die Energieproduktion über ihre Lebensdauer wieder einspielt. Beide Größen werden vor dem Hintergrund der Substitution andere Energieanlagen betrachtet. Näheres zu diesen Energiekenngrößen ist in VDI 4661 enthalten.

## Anknüpfung des KEA zur Ökobilanz
Innerhalb einer Ökobilanz kann der KEA die Grundlage für die Bewertung der energetischen Ressourceninanspruchnahme bilden. Da mit der Bereitstellung von Energie umweltrelevante Emissionen zusammenhängen, kann der KEA bei energieintensiven Prozessen einen Hinweis auf diese geben. Für diesen Fall kann der KEA als eine Art Kurzökobilanz dienen.